# 主機入侵檢測系統
主机入侵检测系統（Host-based intrusion detection system，HIDS）又稱基于主机的入侵检测系统，出現於20世紀80年代早期，是一种安裝於計算機上监测和分析计算機系统内部以及其网络接口上的網路封包的入侵检测系统。主机入侵检测系統早期應用於與外界交互不频繁的大型计算机。